# Рыбацкий проспект
Рыба́цкий проспе́кт — проспект в Невском районе Санкт-Петербурга. Проходит от проспекта Обуховской Обороны до Рыбацкого моста через реку Славянку. Прежде являлся главной магистралью Рыбацкого (сейчас такой статус у Шлиссельбургского проспекта).

## История и достопримечательности
Рыбацкий проспект, 2 — Дом культуры села Рыбацкое, позже — 45 отделение милиции (теперь полиции) Невского района. В здании включен фундамент XVIII века. До революции тут находились: становой пристав, этапный дом, волостное правление, школа, призывной участок Санкт-Петербургского уезда. В советское время: поселковый совет, Дом культуры, милиция, библиотека, амбулатория и аптека.
Рыбацкий проспект, 5  Здание постоялого двора с прилегающей территорией (дом рыбопромышленников Зотовых).
Рыбацкий проспект, 12. . Дом причта церкви Покрова Богородицы в Рыбацком построен в 1878—1881 годы по проекту епархиального архитектора Ивана Иудовича Буланова (1830—1893). Сам храм, находившийся поблизости существовал с 1740-х годов, но был полностью перестроен в 1900—1901 по проекту архитектора Д. П. Рябова.
Напротив дома 19 находится памятник народному ополчению русско-шведской войны 1788—1790 гг. — объект культурного наследия федерального значения Это — один из обелисков (второй находится в Усть-Ижоре), установленных в 1789 году. Автором памятников считается архитектор Антонио Ринальди. Памятная доска была утрачена. Восстановлена при реставрации 1954 года. Надпись на доске гласит: «Сооружён в память усердия села Рыбацкого крестьян, добровольно нарядивших с четырёх пятого человека на службу Родине во время шведской войны. 1789. 15-го июня».
Напротив дома 55 по Рыбацкому проспекту находится памятник военного времени — ДОТ (пулеметный колпак) и установленная по проекту архитекторов О. В. Василенко и Ю. Ф. Кожина в 1970-м году стела с надписью: «В суровые годы Великой Отечественной войны трудящиеся Ленинграда — мужчины, женщины, подростки вместе с воинами Ленинградского фронта превратили свой любимый город в неприступную крепость, построили непреодолимую круговую оборону с долговременными огневыми точками. Здесь занимали оборону пулеметно-артиллерийские подразделения укрепленного района 55 армии». Памятник является вновь выявленным объектом культурного наследия.
Рыбацкий проспект, 18. . Здание училищного дома было построено в 1908—1909 годах по проекту архитектора Л. П. Шишко. В доме размещались три училища: земское, городское и училище Министерства народного просвещения. После революции здесь квартировала школа, получившая в 1940-е годы номер 333. Позже здесь находилось общежитие завода «Большевик».
С начала 1990-х здание, числившееся в списке вновь выявленных объектов культурного наследия. В сентябре 2007 года ООО «Петербургский взгляд», которое в 2006 году приобрело памятник в собственность, полностью снесло здание. Планировалось воссоздание лицевого корпуса (без дворовой пристройки 1965 года); работы должны были начаться в 2009 году и в 2010 году закончиться. Вокруг училища в 2015 году был построен жилой комплекс «Речной» (шесть 26-этажных жилых домов). В результате здание училищного дома было воссоздано не на прежнем месте и с изменением формы. Прежнее место заняли высотные здания жилого комплекса.

## Общественный транспорт
Ближайшие к Рыбацкому проспекту станции метро — «Пролетарская» и «Рыбацкое» третьей (Невско-Василеостровской) линии.
Движение наземного общественного транспорта на проспекте в настоящее время отсутствует. До 1989 года на всём участке проспекта действовало движение автобусов в направлении Кировска, с 1989 по 1999 год — только на участке от Прибрежной улицы до Рыбацкого моста. После открытия Славянского моста в 1997 году автобусный маршрут 272А (нынешний 115А) был переведён на Шлиссельбургский проспект, оставшиеся маршруты 268 (189) и 272 (115) были переведены в 1999 году.

## Пересечения
- проспект Обуховской Обороны
- улица Дмитрия Устинова
- Прибрежная улица
- улица Веры Фигнер (не существует)

Ранее Рыбацкий проспект после Рыбацкого моста переходил в Советский проспект, но в 2020—2021 годах прямо на месте дороги был построен жилой дом в составе жилого комплекса «Живи! В Рыбацком».